# Брадноп
Брадноп (на английски: Bradnop) е село в община Стафордшър Моорландс, графство Стафордшър, Англия. Населението на селото е 340 жители (по приблизителна оценка от юни 2017 г.).

## Население
Според преброяването от 2001 година населението на селото е 307 души, от тях 48,86 % мъже и 51,14 % жени. 21,17 % са под 16 години, 74,27 % са между 16 и 74, а 4,56 % са над 74 години. Средната възраст е 38.42 години. От общото население на 16 или повече години – 23,55% са необвързани, 70,66 % обвързани и 5,79 % разведени.
По приблизителна оценка от 2017 г. населението е 340 жители.

### Етнически състав
Според данните за 2017 г. 98,7 % от жителите на селото са бели, а 1 % от азиатски произход.